# Aganocrossus ciprianii
Aganocrossus ciprianii är en skalbaggsart som beskrevs av Vladimir Balthasar 1939. Aganocrossus ciprianii ingår i släktet Aganocrossus och familjen Aphodiidae. Inga underarter finns listade i Catalogue of Life.